# Селтик Хроно
Селтик Хроно (англ. Celtic Chrono) — шоссейная однодневная велогонка, прошедшая по территории Ирландии/Великобритании в 2012 году.

## История
Гонка прошла единственный раз в середине мая 2012 года в рамках Женского мирового шоссейного календаря UCI.
Она была проведена в формате индивидуальной гонки, а её маршрут был проложен в двух североирландских районах Ардс и Северный Даун. При этом страной проведения гонки на сайте UCI в 2012 году значилась Ирландия (IRL) и Великобритания 
(GBR), а в 2023 году только Ирландия.
Старт и финиш располагался недалеко от Белфаста в Стормонт Эстэйт на авеню Принца Уэльского у Здания парламента. После этого дистанция шла против часовой стрелки сначала через города Ньютаунардс, Бангор (Северная Ирландия) и Холивуд, затем мимо железнодорожной станции Тилисбёрн и возвращалась обратно в Стормонт Эстэйт на авеню Принца Уэльского. Протяжённость дистанции составила 34,4 или 35,4 км (в зависимости от источника).
Победительницей стала британка (уроженка Северной Ирландии) Венди Хувенагель.

## Призёры
| Год  | Победитель       | Второй            | Третий             |
| ---- | ---------------- | ----------------- | ------------------ |
| 2012 | Венди Хувенагель | Ольга Забелинская | Ханка Купфернагель |